# Franca Maria Corneli
Franca Maria Corneli (Marsciano, 1915 — Perugia, 10 de novembro de 2007) foi uma poetisa futurista italiana.

## Obras
- La lingua del futurismo nelle parole in libertà dell'aeropoesia e nel teatro sintetico dinamico simultaneo alogico autonomo a sorpresa tempo-compresso spazio-compresso e dramma d'oggetti. Roma: Edizioni futuriste di poesia, 1942. OCLC: 58773303
- ...L'Aeropoema futurista dell'Umbria; parole in libertà applaudite nel 1o Dinamismo di poesie guerriere ... del Sindacato autori scrittori a Roma 8 maggio 1943-XXI, com  Filippo Tommaso Marinetti. Roma: Edizioni futuriste di "Poesia" della Galleria nazionale d'arte futurista e aeropittura di guerra, 1943 (duas edições). OCLC: 54136484